# Werder Brema (szachy)
Werder Brema – szachowa sekcja Werderu Brema, mistrz Niemiec z sezonu 2004/2005.

## Historia
Sekcja szachowa Werderu Brema powstała po I wojnie światowej razem z sekcjami lekkiej atletyki, tenisa, baseballu i krykieta. W 1994 roku klub awansował do Bundesligi. Dwa lata później klub zdobył Puchar Niemiec. W 2001 roku Werder zadebiutował w Klubowym Pucharze Europy. W 2003 roku nastąpiło wydzielenie sekcji szachów, piłki ręcznej i tenisa stołowego do spółki Werder Bremen GmbH & Co. KG.
W sezonie 2004/2005 Werder niespodziewanie pokonał w finale Bundesligi SG Porz i zdobył mistrzostwo kraju. W 2005 roku klub zajął piąte miejsce w Pucharze Europy. W latach 2006, 2008–2012 i 2015 zespół zdobywał wicemistrzostwo Niemiec.